# 333 stříbrnejch stříkaček
333 stříbrnejch stříkaček je hudební album skupiny Wanastowi Vjecy. Vydala je v roce 1997.

## Seznam skladeb
1. „333“
2. „Vlkodlak“
3. „Na druhý straně pekla“
4. „Holčičko!“
5. „Škola je kráva“
6. „V princeznách“
7. „Telepatie“
8. „Letadlo“
9. „Protože voníš“
10. „Dentálium“
11. „Kouzlo“
12. „Hodná holka“
13. „Bludičky“
14. „Blbej pes“
15. „Oni se neposerou“
16. „333“
17. „Vykopej ty zrůdy“